# 福州3820工程
福州3820工程，全稱“福州市20年经济社会发展战略设想”。是时任中共福州市委书记习近平所推動的中国大陆福建省福州市發展計畫。习近平出任中共中央总书记后，中国大陆官方媒体对该项计划大加赞赏和宣传。
该工程要把福州市建设为国际化大都市，成为福建省与海峡西岸经济区的经济、文化、教育、交通、政治與科技中心。在习近平担任中共福州市委书记期间，福州市的年均GDP增速超过20%，在全国中增速仅次于深圳，并且提出要超越广州，但是由于1996年的台海危机爆发，導致部分目标未能实现。同时认为广州到上海沿海之间缺乏一个大城市，这个城市就是福州。福州是中国大陆唯一的行政级别低于省内其他城市的省会，习近平主政福州6年间数次申请福州为副省级城市，但均不成功。福州国际招商月、闽浙赣皖福州经济协作区、福州长乐国际机场、福州都市圈、海上福州、闽江口金三角、现代化国际城市等，这些规划建设都是习近平主政福州时提出、建设和促进的。

## 提出背景
1992年邓小平南巡后，福州在改革开放与沿海城市中还处于“后排就坐”状态，为了加快福州发展，福州市委市政府制定“3820工程”。

## 评价
2019年，时任福建省委副书记、代省长、福州市委书记王宁评价说「习近平总书记科学规划了3820工程、闽江口金三角经济圈、『海上福州』、『国际化大都市』等战略设想。从现在来看习近平总书记的规划可以说是高屋建瓴，极具超前意识，对福州的发展建立了不可忽视的重要基础」。
2022年5月，时任福建省委书记尹力提出，福州3820工程是时任福州市委书记习近平对福州发展制定重要规划，无论从现在、过去和未来来看都蕴含着重要的思想，从实践探索来看福州3820工程的思想如同太阳般闪耀着马克思主义的真理。
2016年8月，时任福建省委副书记、福州市委书记倪岳峰认为，福州3820工程是习近平为福州制定的科学战略，今后要按照该蓝图继续前行。
美国塔科马市市长维多利亚-伍德达斯认为，习近平在福州任职期间为福州做出了巨大贡献，福州将继续按照习主席的规划奋勇前行，并期待未来能够有机会访问福州。
新华社高度评价福州3820工程，称习近平在制定福州3820工程时不仅考虑到福州短期3年、8年的规划，还考虑到福州20年后的规划，以世界眼光谋划福州发展提出建设海滨、山水城市，这体现了习近平对福州的关爱和深谋远虑与高瞻远瞩。在2022年二十大前夕，七中全会期间，中央媒体和省级媒体大规模报道福州3820工程的成就。
2024年1月20日至22日，中国中央电视台新闻联播连续在节目中推出关于福州3820战略的报道。福州市要求全体干部职工观看。